# Daría Pankhurst
Daría Pankhurst (nacida Myra Abigail Pankhurst, el 21 de marzo de 1859 - 26 de junio de 1938) fue una jugadora de golf estadounidense que compitió en los Juegos Olímpicos de París 1900.
Ella ganó la medalla de bronce en la competición femenina de golf. Pratt se casó con el príncipe Alejo Karađorđević el 11 de junio de 1913 en París.